# Hoplismenus praeruptus
Hoplismenus praeruptus är en stekelart som beskrevs av Ian Swift 1946. Hoplismenus praeruptus ingår i släktet Hoplismenus och familjen brokparasitsteklar. Inga underarter finns listade i Catalogue of Life.